# Parafia św. Jerzego Zwycięzcy w Gdańsku
Parafia św. Jerzego Zwycięzcy – prawosławna parafia wojskowa w Gdańsku.

## Historia
Parafia została utworzona 1 kwietnia 1995. Nie posiada własnej świątyni. Nabożeństwa są celebrowane w cerkwi św. Mikołaja. Główna (patronalna) uroczystość obchodzona jest 23 kwietnia/6 maja. Swoją opieką duszpasterską parafia obejmuje jednostki wojskowe nie tylko na terenie Trójmiasta, ale również na całym obszarze dwóch województw: pomorskiego i zachodniopomorskiego. Pierwszym proboszczem parafii został ks. kmdr Arkadiusz Zielepucha (obecny dziekan Marynarki Wojennej). Od 2011 funkcję proboszcza pełni ks. ppłk Daniel Popowicz.

## Wykaz proboszczów
- 1995–2011 – ks. Arkadiusz Zielepucha
- od 2011 – ks. Daniel Popowicz